# Rotherham United Football Club 2013-2014
Questa voce raccoglie le informazioni riguardanti il Rotherham United Football Club nelle competizioni ufficiali della stagione 2013-2014.

## Divise e sponsor
| Casa | Trasferta |

## Rosa
| N. |                             | Ruolo | Calciatore       |
| -- | --------------------------- | ----- | ---------------- |
| 1  | Scozia (bandiera)           | P     | Scott Shearer    |
| 2  | Inghilterra (bandiera)      | D     | Richard Brindley |
| 3  | Inghilterra (bandiera)      | D     | Joe Skarz        |
| 4  | Islanda (bandiera)          | D     | Kári Árnason     |
| 5  | Giamaica (bandiera)         | D     | Claude Davis     |
| 8  | Irlanda (bandiera)          | C     | Lee Frecklington |
| 9  | Inghilterra (bandiera)      | A     | Alex Revell      |
| 10 | Irlanda del Nord (bandiera) | C     | Michael O'Connor |
| 14 | Galles (bandiera)           | D     | Mark Bradley     |
| 15 | Inghilterra (bandiera)      | C     | Robert Milsom    |
| 18 | Inghilterra (bandiera)      | C     | Ben Pringle      |
| 20 | Galles (bandiera)           | D     | Craig Morgan     |

| N. |                        | Ruolo | Calciatore        |
| -- | ---------------------- | ----- | ----------------- |
| 21 | Inghilterra (bandiera) | P     | Adam Collin       |
| 22 | Inghilterra (bandiera) | A     | Kieran Agard      |
| 24 | Inghilterra (bandiera) | C     | Mitch Rose        |
| 25 | Inghilterra (bandiera) | A     | Tom Eaves         |
| 26 | Inghilterra (bandiera) | A     | Wes Thomas        |
| 27 | Inghilterra (bandiera) | D     | James Tavernier   |
| 28 | Slovenia (bandiera)    | A     | Haris Vučkić      |
| 30 | Inghilterra (bandiera) | P     | Tony Thompson     |
| 35 | Inghilterra (bandiera) | A     | Tom Hitchcock     |
| 36 | Inghilterra (bandiera) | C     | Richard Smallwood |
| 37 | Inghilterra (bandiera) | C     | Nicky Adams       |
| —  | Inghilterra (bandiera) | C     | Danny Schofield   |

## Risultati

### Football League One
| Rotherham 10 agosto 2013, ore 15:00 BST 2ª giornata | Rotherham Utd | 0 – 0 | Preston N.E. | New York Stadium (8 454 spett.)\| Arbitro: \| Trevor Kettle \| |
| Arbitro:                                            | Trevor Kettle |       |              |                                                                |

| Rotherham 2 novembre 2013, ore 15:00 GMT 15ª giornata | Rotherham Utd   | 2 – 2 referto | Colchester Utd | New York Stadium (7 096 spett.)\| Arbitro: \| Seb Stockbridge \| |
| Arbitro:                                              | Seb Stockbridge |               |                |                                                                  |

| Rotherham 30 novembre 2013, ore 15:00 GMT 19ª giornata | Rotherham Utd | 4 – 1 | Gillingham | New York Stadium (7 152 spett.) |

| Burslem 29 dicembre 2013, ore 15:00 GMT 23ª giornata | Port Vale | 2 – 0 | Rotherham Utd | Vale Park (6 738 spett.)\| Arbitro: \| Rob Lewis \| |
| Arbitro:                                             | Rob Lewis |       |               |                                                     |

| Colchester 4 marzo 2014, ore 19:45 GMT 32ª giornata | Colchester Utd | 0 – 0 referto | Rotherham Utd | Colchester Community Stadium (2 655 spett.)\| Arbitro: \| Brendan Malone \| |
| Arbitro:                                            | Brendan Malone |               |               |                                                                             |

| Gillingham 5 aprile 2014, ore 15:00 BST 40ª giornata | Gillingham     | 3 – 4 | Rotherham Utd | Priestfield Stadium (6 027 spett.)\| Arbitro: \| Steven Rushton \| |
| Arbitro:                                             | Steven Rushton |       |               |                                                                    |